# Ry Tanindrazanay malala ô
Ry Tanindrazanay malala ô är Madagaskars nationalsång sedan 27 april 1959. Titeln betyder "O, vårt älskade fosterland." Musiken skrevs av Norbert Raharisoa och texten av Pasteur Rahajason. 

## Text[2]
1
Ry Tanindrazanay malala o!
Ry Madagasikara soa
Ny Fitiavanay anao tsy miala,
Fa ho anao doria tokoa
Fiverenena
Tahionao ry Zanahary
Ity Nosin-dRazanay ity
Hiadana sy ho finaritra
He! Sambatra tokoa izahay.
2
Ry Tanindrazanay malala o!
Irinay mba hanompoana anao
Ny tena sy fo fanahy anananay,
Zay sarobidy sy mendrika tokoa
Fiverenena
3
Ry Tanindrazanay malala o!
Irinay mba hitahiana anao,
Ka ilay Nahary izao tontolo izao
No fototra ijoroan'ny satanao.
Fiverenena